# Bombardeo de la OTAN contra un convoy de refugiados albaneses cerca de Gjakova
El Bombardeo de la OTAN contra un convoy de refugiados albaneses cerca de Gjakova tuvo lugar el 14 de abril de 1999 durante la Operación Fuerza Aliada, la campaña de bombarderos aéreos de la OTAN contra la República Federal de Yugoslavia (FRY), cuando aviones de la OTAN bombardearon un convoy de refugiados en un tramo de carretera de doce millas entre las ciudades de Gjakova (Đakovica) y Deçan (Dečani) en el oeste de Kosovo y Metohija, en Yugoslavia (ahora Kosovo). Setenta y tres civiles albanokosovares murieron y al menos treinta y seis resultaron heridos. Entre las víctimas mortales había 16 niños.

## Bombardeo
El 14 de abril de 1999, aviones de la OTAN patrullaban el cielo sobre Kosovo, tratando de encontrar formaciones militares de las fuerzas terrestres serbias y destruirlas. En el tramo de 19 kilómetros de la carretera Gjakovica-Dečani, los pilotos de la OTAN descubrieron un convoy de vehículos que, según afirmaron, confundieron con vehículos blindados yugoslavos. La aviación inmediatamente abrió fuego contra el convoy, sometiéndolo a bombardeos y ataques con misiles. Resultó que había refugiados albaneses en los vehículos y no militares, que intentaban llegar a un lugar seguro. La gran mayoría de los refugiados eran mujeres y niños.
Aproximadamente a las 13:30h, aviones de la OTAN abrieron fuego contra la primera columna cerca de la ciudad de Gjakova. Luego arrojó bombas sobre un segundo convoy más grande, que avanzaba por la carretera que atraviesa el pueblo de Bistrazhin (a 10 kilómetros de Gjakova). este último convoy tenía alrededor de 100 tractores y automóviles. Bajo los ataques aéreos de la OTAN, uno de los puentes lleno de personas fue destruido.
El número de víctimas aún no se conoce con exactitud: según los datos estadounidenses iniciales, solo cinco civiles resultaron muertos, pero luego esta cifra aumentó hasta más de 60 personas. Estados Unidos afirma actualmente que han muerto entre 61 y 70 personas. Las autoridades serbias por el contrario, afirmaron inicialmente que había más de 70 muertos y 35 heridos. Posteriormente, se aumentaron estas cifras hasta los 73 muertos y 36 heridos (entre los heridos había tres policías serbios). Según periodistas y cascos azules rusos, 64 personas fueron víctimas del ataque aéreo y 20 resultaron heridas. Según las posteriores afirmaciones de la OTAN, en el convoy se mezclaban vehículos civiles y personas con militares y policías y esto fue lo que llevó al ataque aéreo.

### Justificación de la OTAN del ataque
La OTAN y Estados Unidos inicialmente afirmaron que el objetivo era exclusivamente un convoy militar y que las fuerzas yugoslavas podrían haber sido responsables de cualquier ataque contra civiles, afirmando que «después de que el convoy fuera atacado, los militares salieron y atacaron a los civiles». Sin embargo, dos días después, la OTAN reconoció que sus aviones habían bombardeado vehículos civiles, alegando que se trataba de un error. Reporteros de varios medios estadounidenses acudieron al lugar ese mismo día y entrevistaron a sobrevivientes y vieron tractores agrícolas dañados, cuerpos quemados identificados como refugiados, cráteres de bombas y metralla. Inicialmente, la OTAN dijo que su avión había atacado a vehículos militares, luego informó que un piloto estadounidense de F-16 había disparado contra lo que él pensó que eran camiones militares. La OTAN expresó su «profundo pesar».
En un informe posterior, Anmistía Internacional criticó duramente el bombardeo afirmando que «la OTAN no tomó las precauciones necesarias y no identificó positivamente el objetivo antes de dispararle. En particular, eso fue el resultado de volar a 15.000 pies para garantizar la seguridad de los pilotos. Eso, por supuesto, comprometió la seguridad de los civiles en tierra».
Según el informe final elaborado por el comité establecido para revisar la campaña de bombardeos de la OTAN contra la República Federativa de Yugoslavia. Los civiles no fueron atacados deliberadamente en este incidente y que todo se debió a un error de identificación cometido por el piloto que operaba «a una altura por encima de las defensas aéreas yugoslavas» lo que le impidió distinguir claramente entre vehículos militares y civiles en el convoy. El informe concluía que «ni la tripulación aérea ni sus comandantes mostraron el grado de imprudencia al no tomar medidas de precaución. medidas que sustentarían los cargos penales. El comité también observa que el ataque se suspendió tan pronto como se sospechó la presencia de civiles en el convoy. Con base en la información evaluada, el comité recomienda que la Fiscalía no inicie una investigación relacionada con el bombardeo del convoy de Djakovica».
Javier Solana, secretario general de la Otan, y Bill Clinton inicialmente afirmaron que el ataque aéreo fue realizado por aviones yugoslavos, pero bajo la presión de los hechos, ambos se vieron obligados a admitir su culpabilidad en la tragedia y disculparse.